# 伊莉莎白頸圈

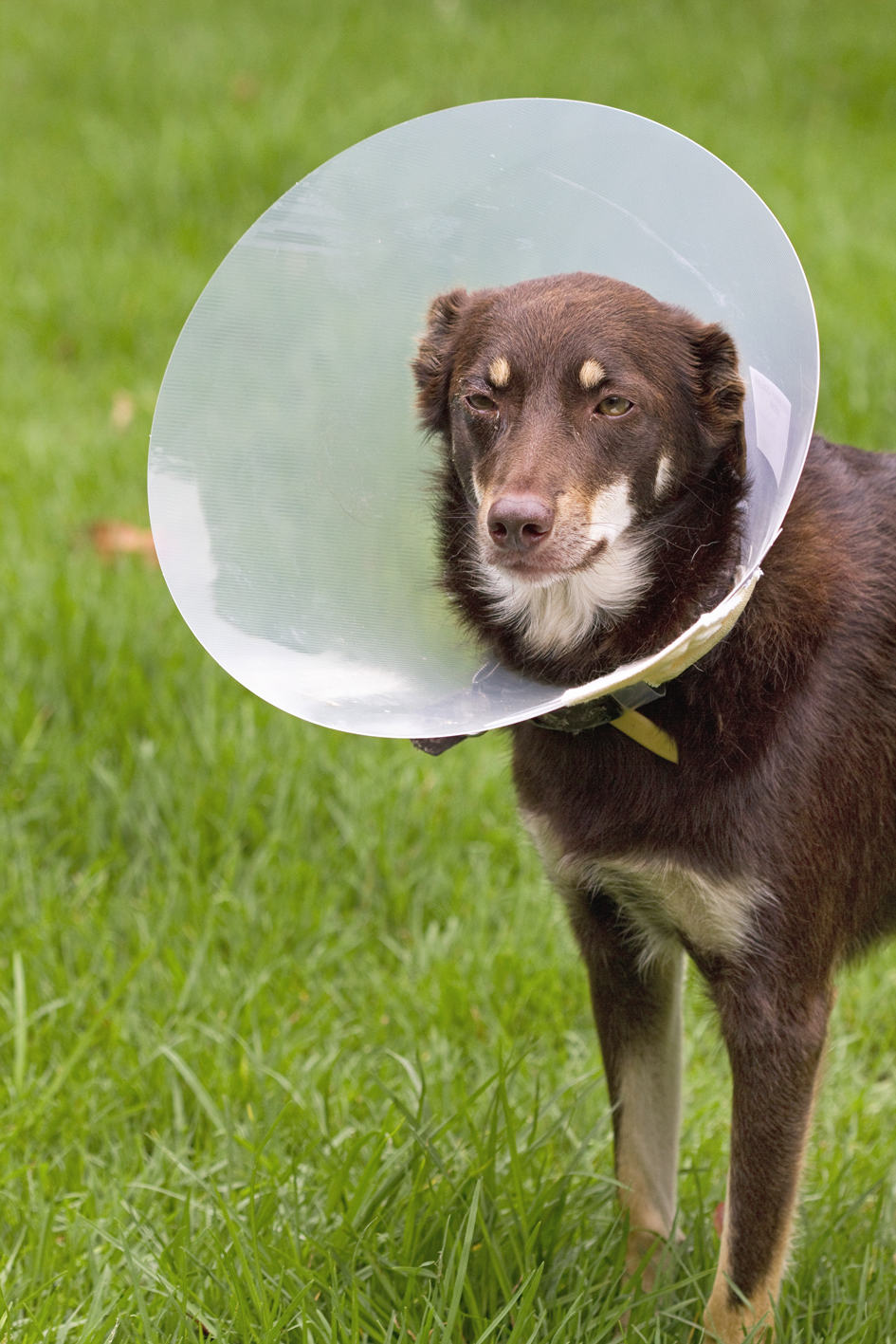
因眼部感染戴上伊丽莎白圈的狗

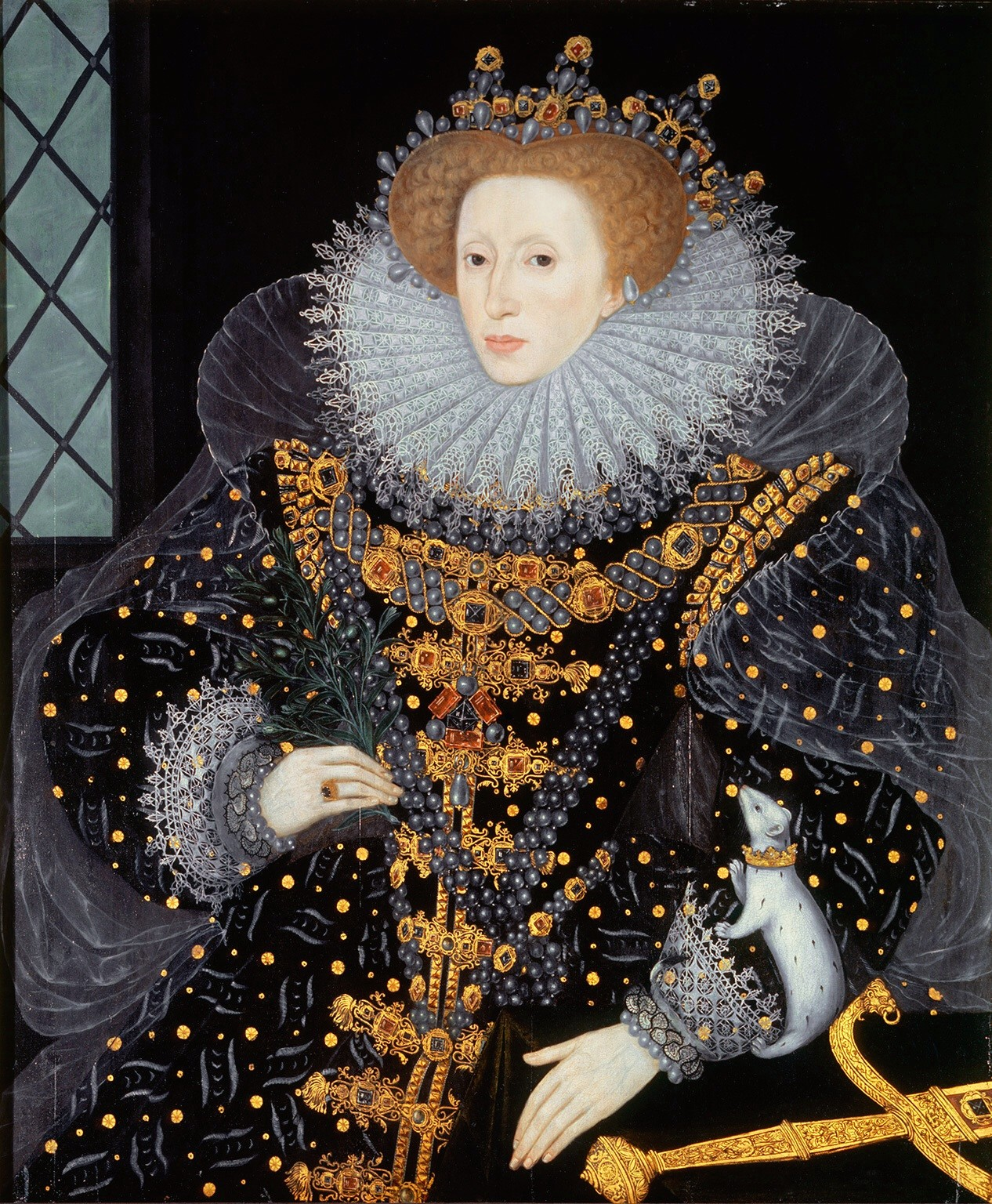
伊丽莎白时代的环状脖套

伊丽莎白圈，又称耻辱圈，是一种由动物（通常是猫或狗）穿戴的保护性医疗器械，形状为截锥形，用於防止動物啃咬或舔舐正在愈合的患部。它因类似于伊丽莎白时代的环状脖套襞襟而得名。1959年，弗兰克·L·约翰逊为其申请了一项美国专利。
伊丽莎白圈通常连接在动物的常规项圈上，为便于动物进食和饮水，它应该足够短。虽然大多数动物佩戴后都能很好地适应，但也有一些动物在佩戴伊丽莎白圈时不会进食或饮水因而需要临时摘下。
伊丽莎白圈可以从兽医处购买，但也可以用诸如塑膠、纸板、塑膠花盆、水桶、灯罩等物品自制。

## 种类
伊丽莎白圈有多种类型，通过不同方式起效。有的作为屏障阻止动物接触到伤口，通常由低密度聚乙烯或柔软的面料制成，塑料制的比较坚固，面料制的更容易佩戴，但更限制动物的视野；有的用可以充气的合成塑料制成，可以完全限制动物接触伤口的动作而不会限制动物的视野；对于身体或颈部的严重受伤等极端情况，有模仿人类佩戴的颈托设计的颈托型，能完全阻止颈部移动或转动；对于鸟类，有由医用级聚碳酸酯塑料制成的球形伊丽莎白圈，覆盖在鸟类的身体上，这种项圈大小不一，可以容纳各种鸟类。由于身体被完全覆盖，戴这种项圈的鸟通常只能在地面上活动，只有完全治愈后才能飞行。

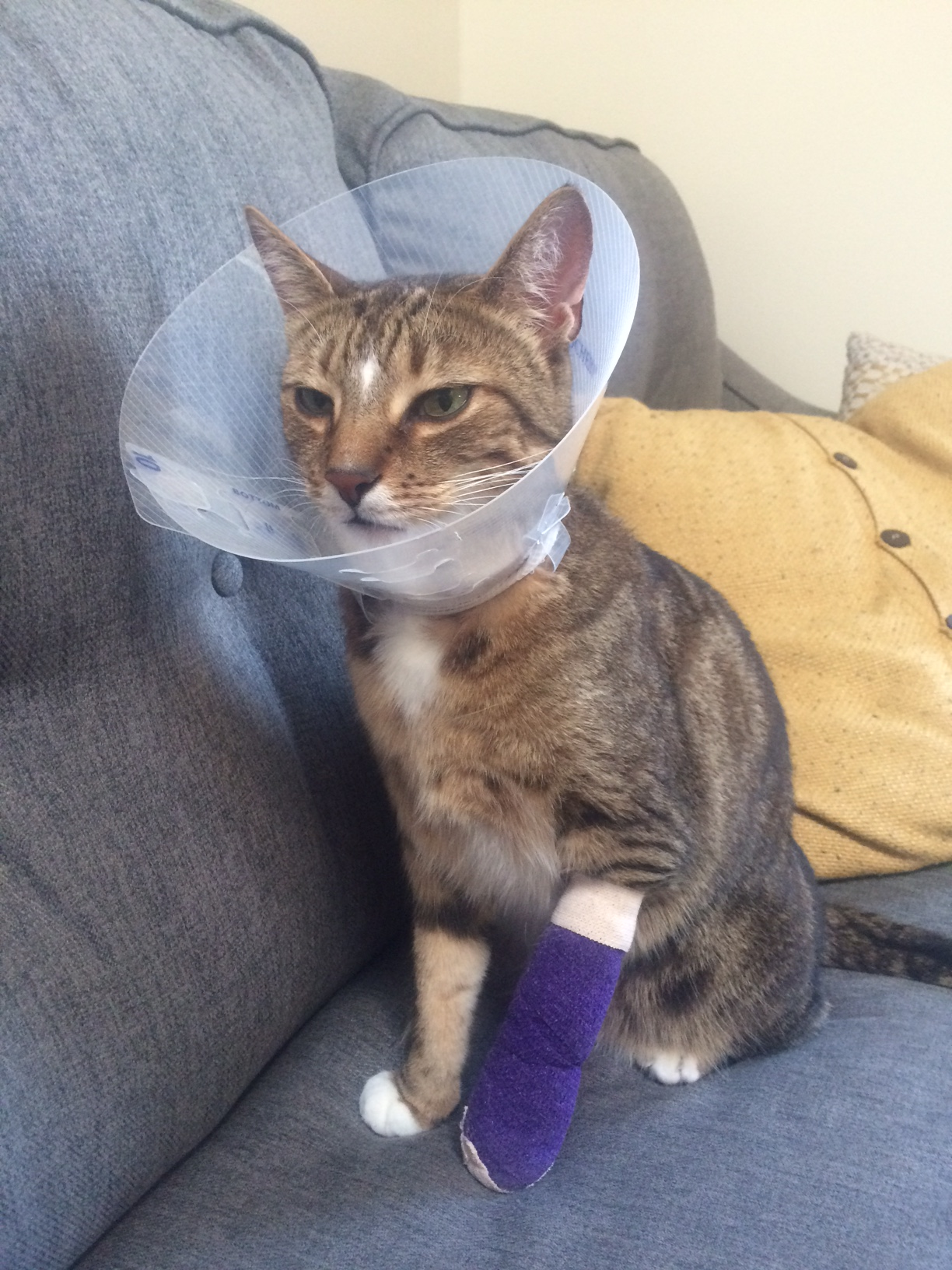
由塑料制成的伊麗莎白项圈
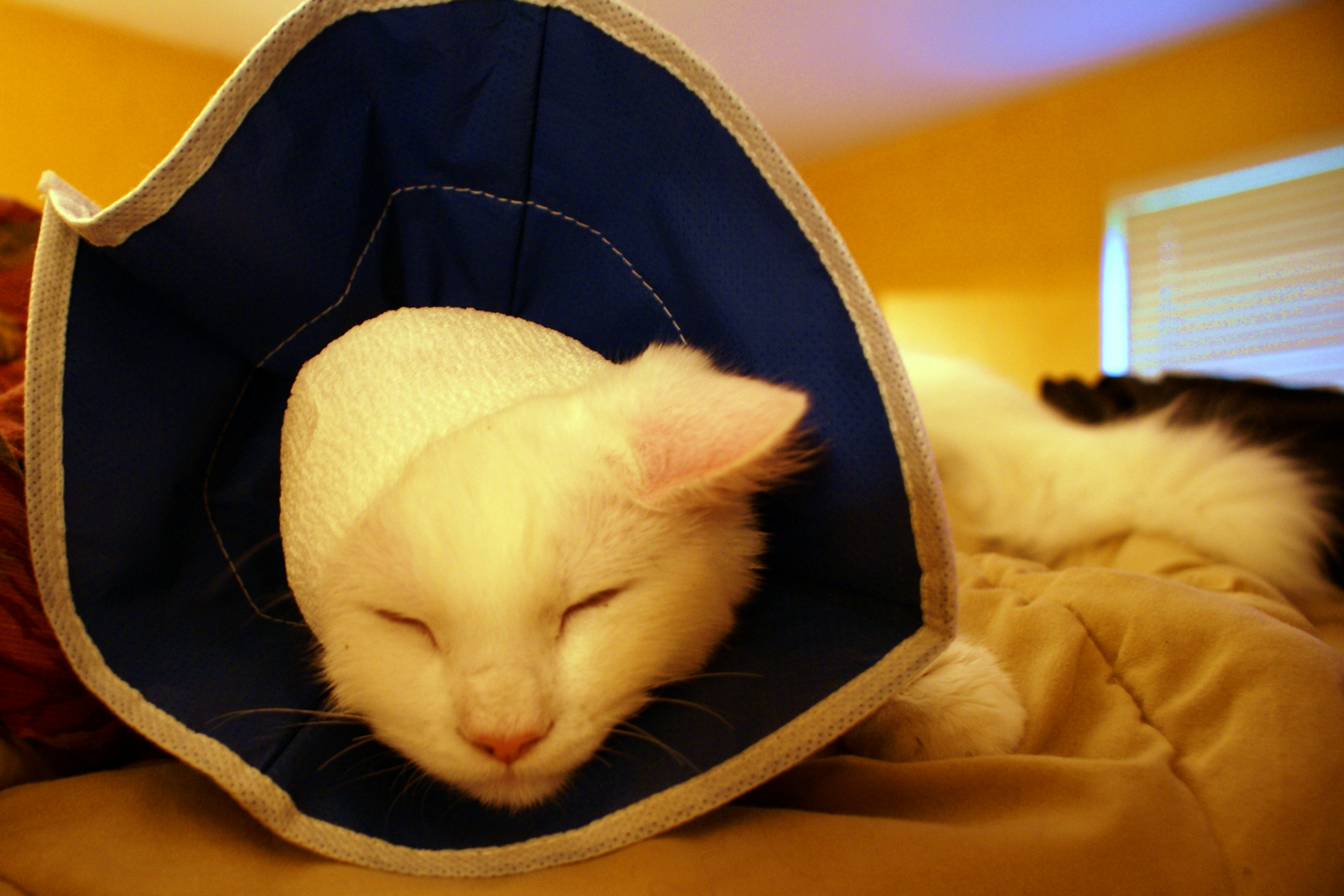
由柔软面料制成的伊麗莎白项圈

## 用途

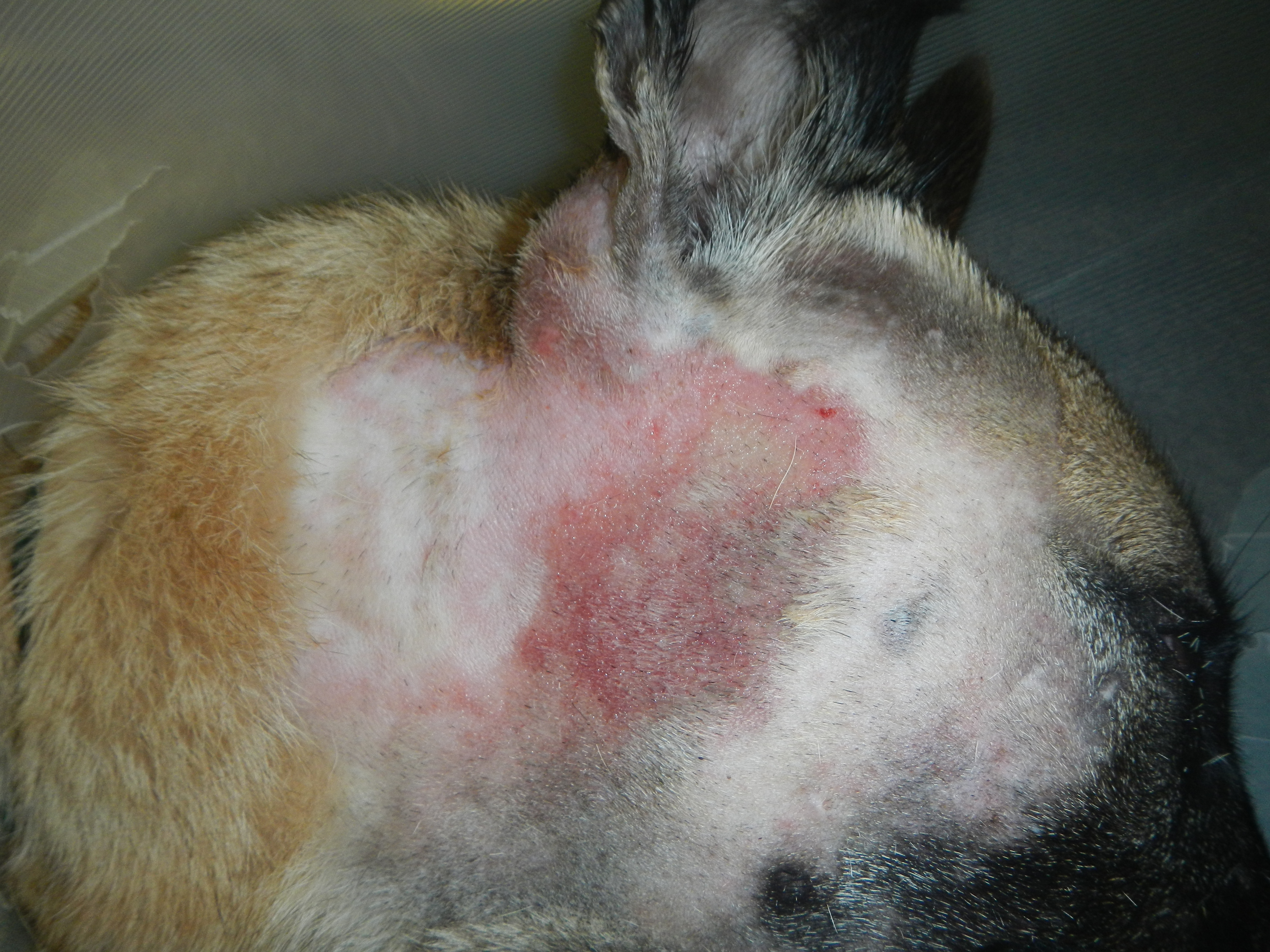
因皮炎（热斑）而红肿的皮肤

伊丽莎白圈能够阻碍动物的舔、咬、抓等动作，这可以用于防止动物在受伤或手术后抓伤伤口、破坏缝线或抓伤头部和耳部，也可以用来抑制动物由训练不当或精神疾病产生的自我伤害习惯。除了对自身，动物也会对其他生物进行这些动作而传播感染，因此伊丽莎白圈除了用于动物自身的防护，还可用于防止感染扩散。如一种常见动物病症热斑就是主要由动物舔和刮伤传播的。
在处理动物过敏或身上的跳蚤时，除了使用软膏和药丸等药物治疗，也需要给动物佩戴伊丽莎白圈。这主要是为了防止动物吞咽涂在皮肤上的药物或伤害感染区域。

## 风险
现已证明，与不戴项圈的动物相比，使用伊丽莎白圈会增加动物的跳蚤数量。这种情况主要出现在猫身上，穿戴伊丽莎白圈的猫的毛皮上的跳蚤数量是不穿戴的猫的两倍。
对于动物主人来说，也要确保他们使用的伊丽莎白圈类型不会对他们的动物造成任何过敏反应，因为有些动物可能对最常见的塑膠项圈过敏。拥有对塑膠过敏的动物的主人可以使用其他类型的非塑膠伊丽莎白圈，如充气型或柔软面料制成项圈。